# Somma teosofica

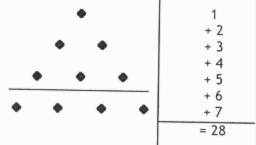
La tetraktys di Pitagora con accanto la somma teosofica di 7

La somma teosofica è un tipo di operazione matematica utilizzata frequentemente in numerologia.
Consiste nel calcolo, dato un numero {\displaystyle n}, della somma dei numeri interi precedenti, incluso il numero stesso.
A titolo di esempio, la somma teosofica di 7 è pari a 28:
{\displaystyle S(n)=\sum _{n=1}^{7}n=1+2+3+4+5+6+7=28}
La formula della somma teosofica è: {\displaystyle {\frac {n(n+1)}{2}}}
Si deve a Pitagora la prima formulazione della somma teosofica, che consisteva nell'esplicazione del rapporto fra le componenti del numero quattro e la decade: 1+2+3+4=10; il risultato da lui è ottenuto è la rappresentazione della tetraktys, cioè di un triangolo equilatero a base quattro, ritenuto sacro perché comprendente il tutto. Altre forme di tetraktys furono proposte nell'antichità, in particolare quella a base 8 la cui somma teosofica corrisponde a 36, e a sua volta quella a base 36 la cui somma teosofica è 666.

## Riduzione teosofica
Concetto differente rispetto alla somma teosofica è la riduzione teosofica, che consiste, invece, nella riduzione iterativa del risultato della somma delle singole cifre di un numero alla sua radice numerica.
Sempre a titolo di esempio, la riduzione teosofica di 4.722 è 6:
{\displaystyle R(n)=4+7+2+2=15\rightarrow 1+5=6}
Poiché tutti i numeri, tramite la riduzione teosofica, possono essere ricondotti ad una singola cifra compresa tra 1 e 9, le quali a loro volta, dopo ulteriore somma e riduzione, giungono a produrre unicamente le tre triplicità 1 3 6 – 1 6 3 – 1 9  9, la cui sequenza è denominata  enneade, si è desunto che ogni aspetto o fenomeno della realtà possa essere ricompreso entro questi nove numeri; una tale enneade si ripete infatti costantemente invariata dal 10 al 18 (teosoficamente ridotti), dal 19 al 27, dal 28 al 36, e così via.
Sempre in ambito numerologico, tuttavia, vi sono delle eccezioni nel metodo di calcolo della riduzione teosofica. In particolare, quando la somma riconduce a un numero maestro (11, 22, 33, 44) o a un numero karmico (13, 14, 16, 19) non si effettuano le ulteriori riduzioni.